# Mecher (Lac de la Haute-Sûre)
Pour l’article homonyme, voir Mecher (Clervaux).
Mecher (luxembourgeois : Meecher) est une section et un village de la commune luxembourgeoise du Lac de la Haute-Sûre située dans le canton de Wiltz.

## Histoire
Mecher était une commune à part entière avant le 1er janvier 1979 lorsqu'elle fusionna avec Harlange pour former la commune du Lac de la Haute-Sûre.